# George Yonashiro
George Yonashiro (与那城 ジョージ, Yonashiro George, São Paulo, 28 november 1950) is een Japans voormalig voetballer die als middenvelder speelde.

## Clubcarrière
Yonashiro begon zijn carrière in 1972 bij Yomiuri. Met deze club werd hij in 1983 en 1984 kampioen van Japan. Yonashiro veroverde er in 1979 en 1985 de JSL Cup en in 1984 de Beker van de keizer. In 14 jaar speelde hij er 239 competitiewedstrijden en scoorde 92 goals. Yonashiro beëindigde zijn spelersloopbaan in 1986.

## Japans voetbalelftal
George Yonashiro debuteerde in 1985 in het Japans nationaal elftal en speelde 2 interlands.

## Statistieken
| Japans voetbalelftal | Japans voetbalelftal | Japans voetbalelftal |
| Jaar                 | Wed.                 | Dlp.                 |
| -------------------- | -------------------- | -------------------- |
| 1985                 | 2                    | 0                    |
| Totaal               | 2                    | 0                    |